# David Thompson (político)
David John Howard Thompson, (Londres, 25 de diciembre de 1961-Saint Philip, Barbados, 23 de octubre de 2010) fue primer ministro de Barbados desde enero de 2008 hasta su muerte.

## Biografía
Thompson entró a la política en las  elecciones celebradas tras la muerte del primer ministro Errol Barrow, ganando su escaño parlamentario por San Juan en 1987.
Durante el gobierno del primer ministro Erskine Sandiford, Thompson fue ministro de desarrollo comunitario y cultura de 1991 a 1993. Después fue nombrado ministro de Finanzas de 1993 a 1994. Thompson se convirtió en líder de la DLP cuando Sandiford dimitió tras perder una moción de confianza parlamentaria y fue el candidato del Partido Laborista Demócrata en las elecciones de 1994 y 1999, obteniendo malos resultados. Dimitió como líder del partido en septiembre de 2000 tras su tercera derrota electoral como líder del partido en Santo Tomás. Cuando el líder del partido Clyde Mascoll fue obligado a dimitir debido a la pérdida de popularidad y a las querellas internas del partido, el camino quedó despejado para que Thompson volviera a ser líder de la oposición en enero de 2006.
El DLP ganó las elecciones generales celebradas el 15 de enero de 2008, con 20 escaños contra 10 para el Partido Laborista de Barbados, que fue dirigido por el ex primer ministro Owen Arthur. Thompson juró como primer ministro el 16 de enero, fue el sexto primer ministro y el tercero para servir en el marco del DLP. Thompson también fue reelegido para su sede de San Juan con 84 % de los votos. Anunció su gabinete el 19 de enero, incluyéndose como ministro de Finanzas, Asuntos Económicos y Desarrollo, Trabajo, Función Pública y Energía, cargo que juró el 20 de enero.
Falleció el 23 de octubre de 2010 de cáncer de páncreas a los 48 años.